# Giải bóng đá nữ vô địch quốc gia 1999
Giải bóng đá nữ vô địch quốc gia 1999 là mùa giải thứ hai của Giải bóng đá nữ vô địch quốc gia do Liên đoàn bóng đá Việt Nam (VFF) tổ chức mà không có nhà tài trợ. Giải đấu diễn ra từ ngày 13 đến ngày 20 tháng 6 năm 1999 với chỉ bốn đội tham dự gồm Hà Nội, Thành phố Hồ Chí Minh, Than Việt Nam và Hà Tây.

## Thể thức
Các đội bóng thi đấu vòng tròn một lượt tính điểm, đội nhiều điểm nhất sẽ là đội vô địch.

### Các tiêu chí
Các đội được xếp hạng theo điểm (3 điểm cho 1 trận thắng, 1 điểm cho 1 trận hòa, 0 điểm cho 1 trận thua), và nếu bằng điểm, các tiêu chí sau đây được áp dụng theo thứ tự, để xác định thứ hạng:
1. Điểm trong các trận đối đầu trực tiếp giữa các đội bằng điểm;
2. Hiệu số bàn thắng thua trong các trận đối đầu trực tiếp giữa các đội bằng điểm;
3. Số bàn thắng ghi được trong các trận đối đầu trực tiếp giữa các đội bằng điểm;
4. Nếu có nhiều hơn hai đội bằng điểm, và sau khi áp dụng tất cả các tiêu chí đối đầu ở trên, một nhóm nhỏ các đội vẫn còn bằng điểm nhau, tất cả các tiêu chí đối đầu ở trên được áp dụng lại cho riêng nhóm này;
5. Hiệu số bàn thắng thua trong tất cả các trận đấu bảng;
6. Số bàn thắng ghi được trong tất cả các trận đấu bảng;
7. Bốc thăm.

## Các trận đấu
| Hà Tây | 0–5 | Hà Nội                                                                                            |
| ------ | --- | ------------------------------------------------------------------------------------------------- |
|        |     | - Đậu Hồng Phúc 15' - Nguyễn Thị Hà 31' - Nguyễn Khoa Diệu Sinh 34' - Bùi Thị Hiền Lương 55', 70' |

| Than Việt Nam | 1–2 | Thành phố Hồ Chí Minh              |
| ------------- | --- | ---------------------------------- |
| Lan (16) 57'  |     | - Phối Sang 14' - Lưu Ngọc Mai 73' |

| Than Việt Nam | v | Hà Tây |
| ------------- | - | ------ |
|               |   |        |

| Hà Nội | v | Thành phố Hồ Chí Minh |
| ------ | - | --------------------- |
|        |   |                       |

| Hà Nội | 4–2      | Than Việt Nam |
| ------ | -------- | ------------- |
|        | Chi tiết |               |

| Hà Tây | 1–3      | Thành phố Hồ Chí Minh |
| ------ | -------- | --------------------- |
|        | Chi tiết |                       |